# Joaquim Pina Moura
Pour les articles homonymes, voir Moura (homonymie).
Joaquim Augusto Nunes de Pina Moura, né à Loriga le 22 février 1952 et mort à Lisbonne le 20 février 2020, est un économiste et homme politique portugais du Parti socialiste.

## Biographie
Ayant fréquenté, dans les années 1970, les cours d'ingénierie mécanique à l'université de Porto, où Joaquim Pina Moura fut l'un des dirigeants de l'Association des étudiants. Il obtient une licence en économie puis un doctorat en économie monétaire et financière de l'Institut supérieur d'économie et de gestion, où il travailla comme assistant universitaire et où il est, à partir de 2005, professeur invité et titulaire d'une chaire.
Il est aussi consultant pour le conseil d'administration de la Banque commerciale portugaise, membre du conseil d'administration de Galp Energia et président d'Iberdrola Portugal à partir de 2004. Il fut également membre du conseil des gouverneurs de la Banque européenne pour la reconstruction et le développement.

### Engagement politique
Militant au sein du Parti communiste portugais dès 1972, Joaquim Pina Moura entre en 1973 à la commission nationale du IIIe Congrès de l'Opposition démocratique et se présente comme candidat aux législatives de la même année sous les couleurs de la Commission démocratique électorale, une coalition d'opposition au régime de l'Estado Novo formée à majorité de communistes.
En 1992, il crée la Plate-forme de gauche, une formation dissidente du PCP, puis adhère au Parti socialiste en 1995. Nommé Secrétaire d'État adjoint du Premier ministre Antonio Guterres lors de la formation de son premier gouvernement le 30 octobre 1995, il est promu ministre de l'Économie lors du remaniement ministériel du 25 novembre 1997. À la suite de la reconduction des socialistes au pouvoir lors des élections législatives d'octobre 1999, il est confirmé au ministère de l'Économie, et se voit confier, en parallèle, le portefeuille des Finances, lors de la nomination du second gouvernement Guterres le 28 octobre. Il doit abandonner le premier lors du remaniement du 14 septembre 2000, puis le second le 3 juillet 2001.
Élu député à l'Assemblée de la République pour la première fois en octobre 1995 et constamment réélu depuis, il démissionne de son mandat de député le 2 mai 2007.